# 啞鳴
啞鳴（本名林明亞，1986年10月4日—）是臺灣的男性輕小說作家，輔仁大學進修部歷史系畢業。以《搞笑漫畫日和》中的角色熊吉為形象代表。

## 個人經歷
10月4日生，現居台北。原本打算透過漫畫描述故事，後來發現沒有繪畫的天份，不得已之下轉向文字敘述，並在遊戲基地、巴哈姆特電玩資訊站等地連載故事，歷經多次投稿後被出版社相中，開始輕小說作家生涯。
其代表作為《有五個姊姊的我就註定要單身了啊》，並改編成同名電影。

## 作品

### 輕小說
- 冥婚交友中心系列（繪者：莉莉、鮮歡文化）

1. 我的幽靈女友（們）（2012/03/13，ISBN 978-986-30-3238-0）
2. 千里姻緣隨便牽（2012/05/04，ISBN 978-986-30-3293-9）
3. 超級任務三人組（2012/06/22，ISBN 978-986-30-3348-6）
4. 認錯大丈夫是我（2012/08/10，ISBN 978-986-30-3393-6）
5. 窈窕美眉來報到（2012/09/25，ISBN 978-986-30-3283-0）
6. 我家貞子要嫁人（2012/12/11，ISBN 978-986-30-3499-5）
7. 落漆月老行不行（2013/01/29，ISBN 978-986-30-3500-8）
8. 弱雞英雄大丈夫（2013/04/23，ISBN 978-986-30-3501-5）

- 我的妹妹沒有公主病系列（繪者：杰莉莉（僅第一集）／後續集數：迷子燒，鮮歡文化）

1. 妹妹的養成日記 全（2013/06/07，ISBN 978-986-30-3834-4）
2. 樓上房客的秘密 全（2013/07/10，ISBN 978-986-30-3835-1）
3. 妹妹‧前女友‧小騷包（完）（2013/08/06，ISBN 978-986-30-3836-8）
4. 番外：妹妹的逆襲誘惑（2013/10/11，ISBN 978-986-34-0004-2）

- 極惡遊戲系列（未完結) （繪者：santa，鮮歡文化）

1. 地獄賽局（2014/01/14，ISBN 978-986-34-0110-0）
2. 飢餓獵場（2014/02/25，ISBN 978-986-34-0111-7）

- 宅的生存之道‧當我們宅在一起 全（2014/03/18，繪者：迷子燒，鮮鮮文化，ISBN 9789863401490，與啪啪桑、甜咖啡共著）
- 有五個姊姊的我就註定要單身了啊（繪者：迷子燒）

| 集數   | 尖端出版      | 尖端出版               | 封面人物               |
| 集數   | 發售日期      | ISBN                   | 封面人物               |
| ------ | ------------- | ---------------------- | ---------------------- |
| 1      | 2014年7月4日  | ISBN 978-957-10-5618-0 | 李金玲                 |
| 2      | 2014年8月6日  | ISBN 978-957-10-5657-9 | 李香玲                 |
| 3      | 2014年10月2日 | ISBN 978-957-10-5712-5 | 李玄玲                 |
| 4      | 2014年12月4日 | ISBN 978-957-10-5800-9 | 李亞玲                 |
| 5      | 2015年2月11日 | ISBN 978-957-10-5877-1 | 李皇玲                 |
| 6      | 2015年4月30日 | ISBN 978-957-10-5932-7 | 徐心夢                 |
| F      | 2015年8月6日  | ISBN 978-957-10-6082-8 | 李香玲                 |
| 設定集 | 2015年8月6日  | ISBN 978-957-10-6102-3 | 李皇玲、李亞玲、李玄玲 |

- 我憧憬的戀情被病嬌徹底毀滅 全（2015/04/10，繪者：白靈子，東立出版社，ISBN 978-986-43-1142-2）
  - 封面陳信媛
- 前進吧！！高捷少女 日常 全（2015/08/06，與陽炎共著。繪者：KAWORU，尖端出版社，ISBN 978-957-10-6081-1）
  - 封面小穹、艾米莉亞
- 初夏的東港之櫻 全（2016/02/04，繪者：黑蛛白蛛，東立出版社，ISBN 978-986-46-2975-6）
- 分手後，一起旅行好嗎 全（2016/03/18，繪者：Ooi Choon Liang，尖端出版社，ISBN 9789571064512）
- 愛徒養成有賺有賠，後果請參閱本書 （繪者：迷子燒，內頁插畫：方向錯亂）

| 集數 | 尖端出版       | 尖端出版               | 封面人物                   |
| 集數 | 發售日期       | ISBN                   | 封面人物                   |
| ---- | -------------- | ---------------------- | -------------------------- |
| 1    | 2015年11月19日 | ISBN 978-957-10-6241-9 | 碧兒                       |
| 2    | 2016年2月10日  | ISBN 978-957-10-6343-0 | 剜                         |
| 3    | 2016年4月21日  | ISBN 978-957-10-6527-4 | 爾善                       |
| 4    | 2016年8月11日  | ISBN 978-957-10-6690-5 | 落日夕（特裝版為LINE貼圖） |

- 我被轉發了一百萬次 全（2016/10/14，繪者：魚生、尖端出版社，ISBN 9789571069289）
- 夜安！借住少女出沒注意（繪者：Stellarism，尖端出版社）

全三冊。
- 邊緣女神改造計畫（繪者：本篇為黑蛛白蛛，外傳為亞果，尖端出版社）

全五冊+外傳一冊。
- 先別說這個了，你有聽過安價嗎？ 全（2018/05/31，繪者：迷子燒，尖端出版社，ISBN 9789571078632）
- 殺人犯，九歲 全（2018/09/19，尖端出版社，ISBN 9789571083124）
- 我得了一種她不哭就會死的病 全（2019/07/15，繪者：Ooi Choon Liang，平裝本，ISBN 9789869790604）
- 人間紀錄 超惡意財神1 （2019/12/31，蓋亞，ISBN 9789863194569）
- 人間紀錄 超惡意財神2 完（2020/01/22，蓋亞，ISBN 9789863194576）
- 人間紀錄 超無聊窮神1 （2020/07/08，蓋亞，ISBN 9789863194934）
- 人間紀錄 超無聊窮神2 完（2020/07/22，蓋亞，ISBN 9789863194941）
- 人間紀錄 超殘虐愛神1（2021/03/17，蓋亞，ISBN 9789863195290）
- 人間紀錄 超殘虐愛神2 完（2021/03/24，蓋亞，ISBN 9789863195306）
- 瀕臨絕種團RESCUTE(上) （2020/08/20，尖端出版社，ISBN 9789571090627）
- 瀕臨絕種團RESCUTE(下) （2021/11/18，尖端出版社，ISBN 9786263161818）

### 漫畫原作
- 有五個姊姊的我就註定要單身了啊‧零 全（2018/08/17，繪者：FAN，尖端出版社，ISBN 9789571082462）

## 外部連結
- 啞鳴訊息站 （页面存档备份，存于）
- 啞鳴的Facebook專頁